# Borgarfjarðarhreppur

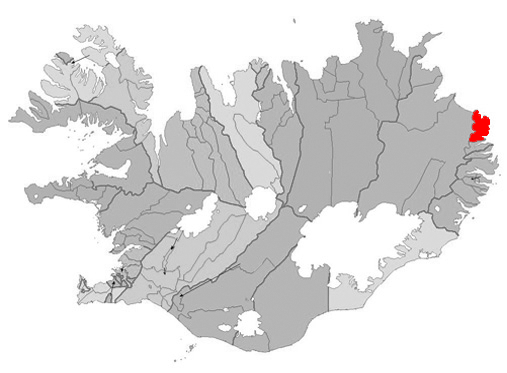
Borgarfjarðarhreppur

Borgarfjarðarhreppur var en kommun i regionen Austurland på Island. Folkmängden var 2019 109 personer.
År 2022 slogs Borgarfjarðarhreppur samman med Djúpavogshreppur, Fljótsdalshérað och Seyðisfjarðarkaupstaður och ingår nu i den nybildade kommunen Múlaþing.

## Bilder

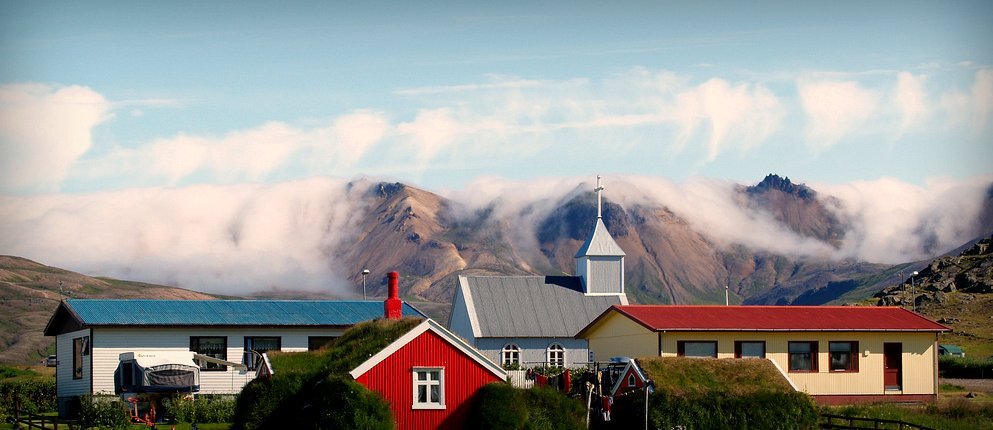
Bakkagerði
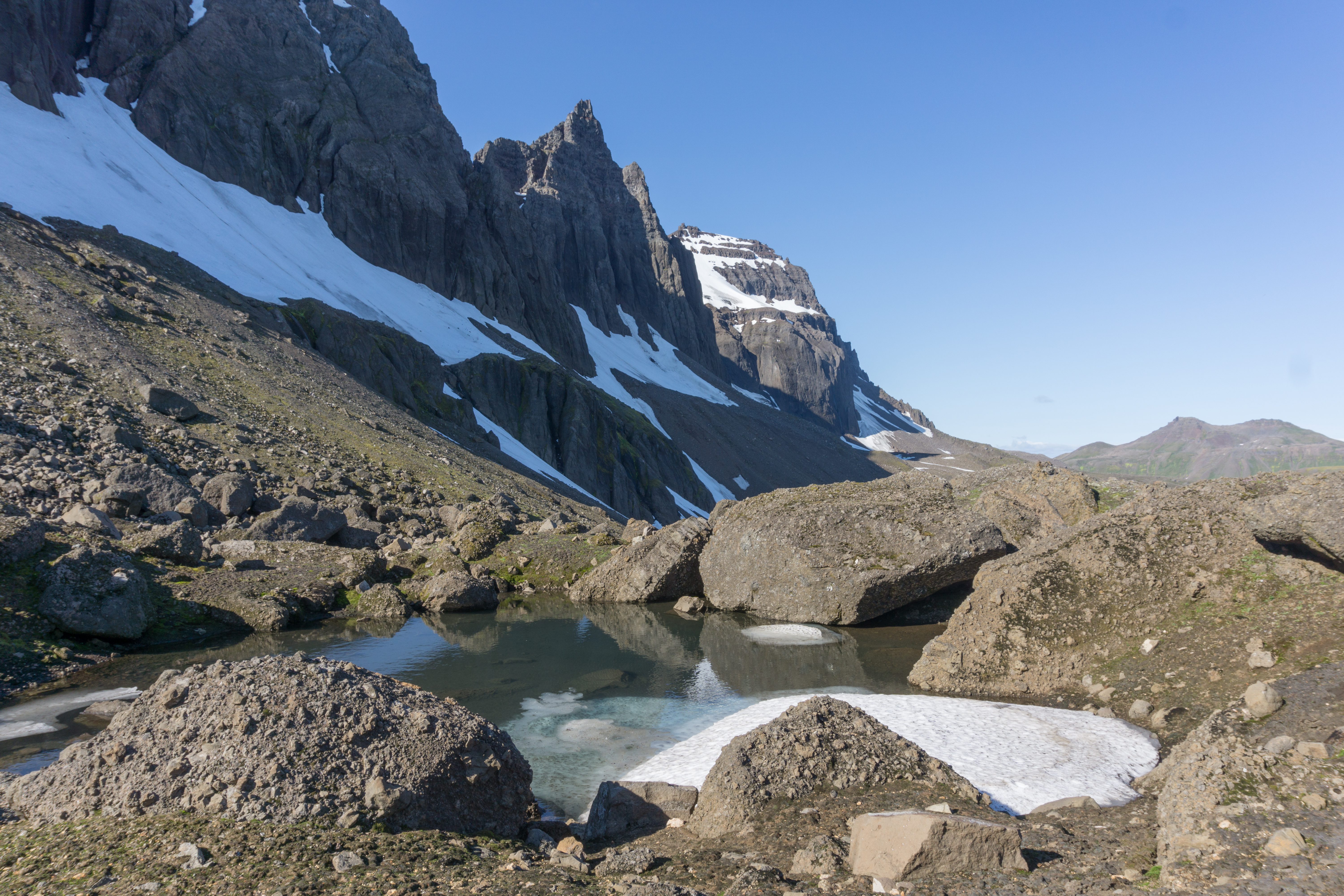
Dyrfjöll
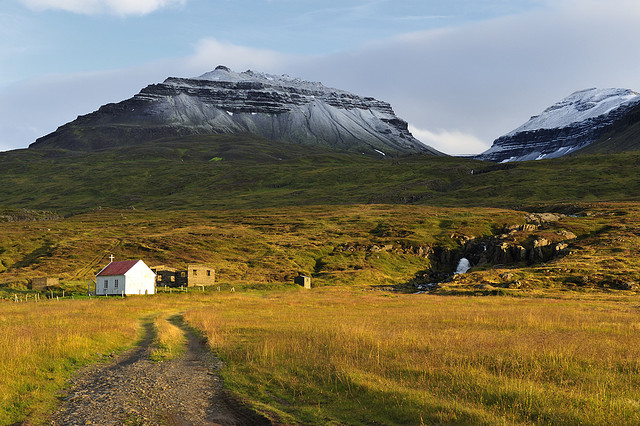
Loðmundarfjörður